# 2019 LF6
2019 LF6 est un astéroïde Atira de taille kilométrique et l'astéroïde avec la période de révolution la plus courte au moment de sa découverte : 151 jours. Il a été découvert le 10 juin 2019 par le Zwicky Transient Facility.